# 石川禎浩
石川禎浩（1963年—），日本歷史學家，曾研究中國共產黨的歷史。目前擔任京都大學人文科學研究所教授。

## 生平
出生於山形縣，1988年京都大學文學部畢業，1990年修畢文學研究科修士課程。其後先後擔任京都大學人文科學研究所助手、神戶大學文學部助理教授、京都大学人文科学研究所科助教授、教授。2008年獲頒日本學術振興會獎。

## 著作

### 專書
- ，東京：岩波書店，2001年4月。
  - 《中國共產黨成立史》袁廣泉譯，中國社會科學出版社，2006年2月（中國大陸簡體）。[1]
- 東京：岩波書店，2010年。
- ，京都：臨川書店，2016年11月。
  - 《「紅星」是怎樣升起的：毛澤東早期形象研究》，袁廣泉譯，香港中文大學出版社，2020年3月（香港繁體）。
- ，東京：筑摩书房，2021年[4]
  - 《中國共產黨百年史》，瞿艷丹譯，臺灣商務印書館，2023年1月（臺灣繁體）。
  - 獲獎第33回亞洲·太平洋賞（日语：アジア・太平洋賞）特別獎（2021年）[5]
  - 獲獎第25回司马辽太郎奖（2021年度）[6]

### 翻譯
- 陳獨秀著，與三好伸清共編譯，東京：平凡社，2016年10月。

## 外部連結
- 石川禎浩教授(京都大学人文科学研究所) （页面存档备份，存于）（日語）